# Schwarzscharbe

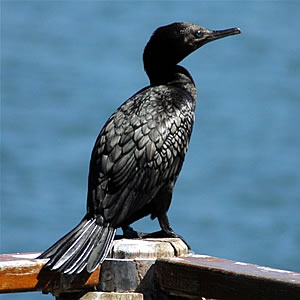
Schwarzscharbe

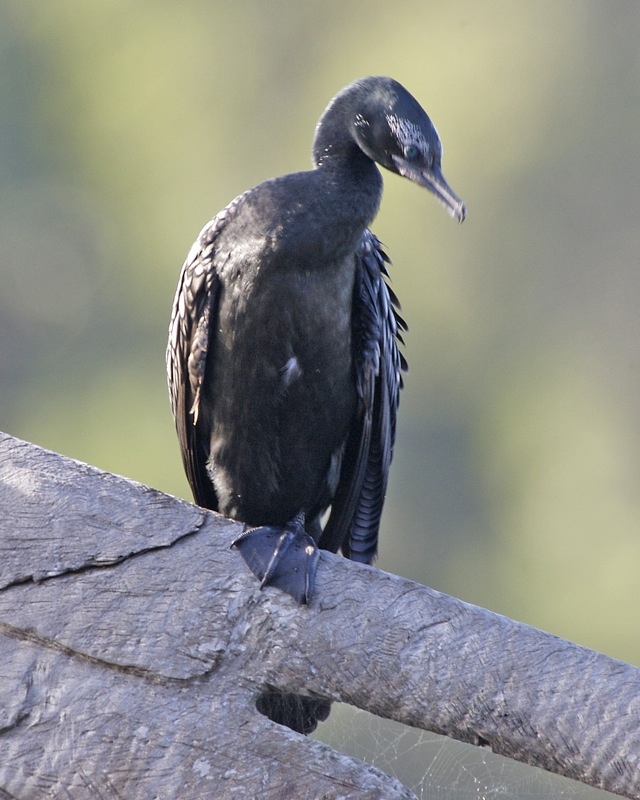
Schwarzscharbe im Balzkleid

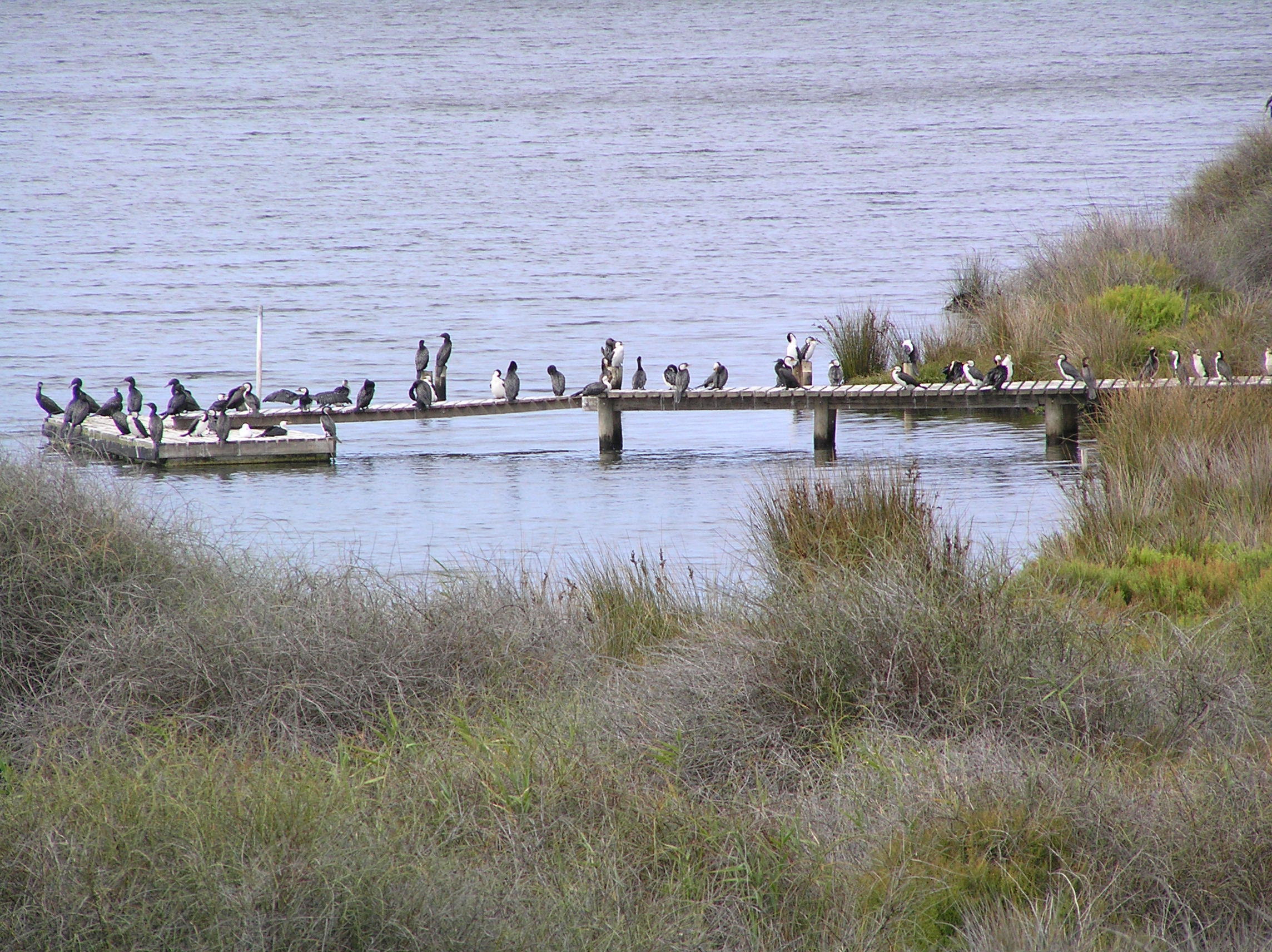
Ruhende Schwarzscharben und Kräuselscharben

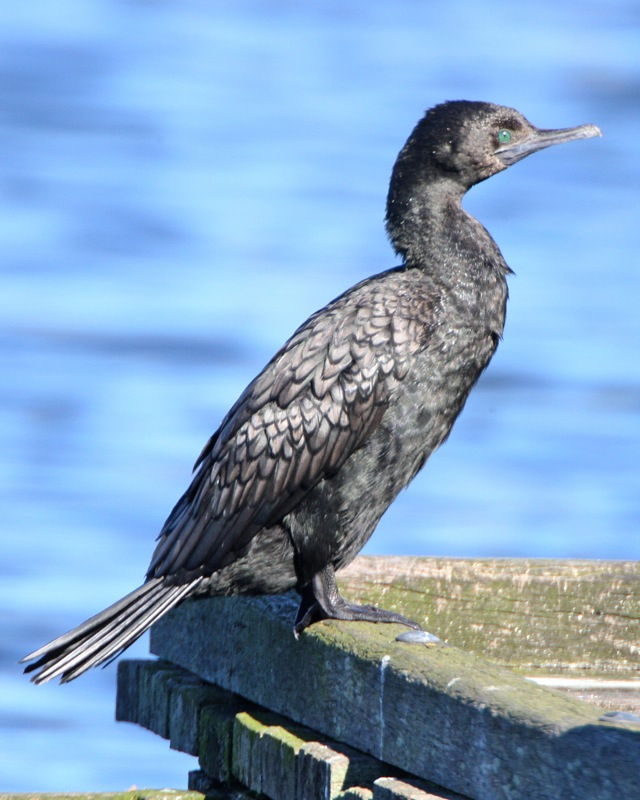

Die Schwarzscharbe (Phalacrocorax sulcirostris) ist eine Seevogelart aus der Familie der Kormorane. Das Verbreitungsgebiet der Schwarzscharbe ist Australasien.
Die IUCN stuft die Schwarzscharbe als nicht gefährdet (least concern) ein.

## Erscheinungsbild
Die Schwarzscharbe erreicht eine Körperlänge von 55 bis 65 Zentimeter, dabei entfällt auf den Körper etwa die Hälfte. Die Flügelspannweite beträgt 95 bis 105 Zentimeter. Schwarzscharben wiegen zwischen 520 und 1210 Gramm. Es besteht kein auffälliger Sexualdimorphismus.
Schwarzscharben sind schlanke, einheitlich dunkel gefiederte Kormorane mit einem sehr dünnen Schnabel und einem langen Schwanz. Die unbefiederte Gesichtshaut ist gleichfalls dunkel. Das Gefieder glänzt gelegentlich sehr stark, wodurch es stark geschuppt wirkt. Entlang der Kehle verläuft ein dünner, nicht sehr auffälliger bräunlicher, grauer oder weißer Strich. Während der Balzzeit haben sie über dem Auge weiße Federn. Einzelne weiße Federn können sich auch an den Kopfseiten und im Nacken befinden. Diese weißen Federn gehen bereits während der Brutzeit verloren, das dann bereits abgenutzte Gefieder wirkt matter und braunschwarz. Die Iris ist leuchtend grün. Rund um das Auge verlaufen kleine, blaugrüne Warzen. Die Beine und Füße sind schwarz.
Jungvögel gleichen den adulten, wirken aber insgesamt etwas bräunlicher. Im ersten Lebensjahr ist ihre Iris bräunlich.

## Typische Verhaltensweisen
Schwarzscharben sind sehr gesellige Vögel, die in größeren Trupps regelmäßig an Binnen- und Küstengewässern beobachtet werden kann. Sie ruhen und brüten in Bäumen und Sträuchern in unmittelbarere Gewässernähe. An Land bewegen sie sich mit einem gänseähnlichen Watscheln fort. Der Flug ist kräftig, Phasen mit kräftigem Flügelschlag wechseln sich mit Gleitphasen ab. Während des Fluges sind Kopf und Hals gestreckt, der Kopf befindet sich etwas höher oder auf einer Ebene mit der Körperachse. Während der Nahrungssuche in Meeresbuchten schwimmen Schwarzscharben häufig in einer Linie auf das Ufer zu um so Fische zu erbeuten, die mit der Ebbe in Richtung offenes Meer schwimmende Fische abzufangen. Schwarzscharben, die sich am rückwärtigen Ende einer solchen Linie befinden, fliegen häufig auf, um vor der Linie zu landen und nach Fischen zu tauchen. Sie sind an Land häufig mit anderen Kormoranen und Seevögeln vergesellschaftet.

## Verwechslungsmöglichkeiten
Im Verbreitungsgebiet der Schwarzscharbe kommen drei weitere Kormoranarten vor, die gleichfalls überwiegend dunkel gefärbt. Der auch in Eurasien beheimatete Kormoran ist deutlich größer und ist kräftiger gebaut. Er hat außerdem einen kräftigeren Schnabel, die unbefiederte Gesichtshaut ist gelblich, im Prachtkleid weist der Kormoran am Schenkelansatz einen weißen Fleck auf. Die weißkehlige Farbmorphe der Kräuselscharbe hat einen kurzen, kräftigen gelblichen Schnabel. Adulte Kräuselscharben sind in der unteren Gesichtshälfte und an der Kehle weiß gefiedert. Jungvögel dieser Kormoranart haben jedoch ein vollständig dunkles Gefieder. Die bronzefarbene Morphe der Stewartscharbe ist deutlich größer als die Schwarzscharbe und kräftiger gebaut. Diese Art unterscheidet sich außerdem durch ihren deutlich dickeren Hals.

## Verbreitung und Lebensraum
Das Verbreitungsgebiet der Schwarzscharbe ist Australien, Tasmanien, Neuseeland, Indonesien und Neuguinea. Als Irrgast erreicht die Schwarzscharbe gelegentlich auch Neukaledonien, die Lord-Howe-Insel und die Norfolkinsel.
In Australien lebt die Schwarzscharbe lebt an kleineren Flüssen oder Seen mit Ausnahme der Wüsten im Süden des Northern Territory, im Westen von South Australia und im zentralen Western Australia. Sie besiedelt auch nur kurzzeitig bestehende Gewässer in den ariden Regionen. In Neuseeland legt das Hauptverbreitungsgebiet auf der Nordinsel. Während in Australien die Schwarzscharbe am häufigsten an Binnengewässern vorkommt, ist sie in Tasmanien vor allem in Flussmündungen und in Brackwassern zu beobachten. Während der Nahrungssuche nutzt sie überwiegend Gewässer mit einer Tiefe von mehr als einem Meter. Während der Fortpflanzungszeit hält sich die Schwarzscharbe überwiegend an Sümpfen und Seen auf, deren Uferlinie dicht bewachsen sind. Als Nistbäume nutzen sie bevorzugt solche, die abgeschieden und gut geschützt inmitten von Überschwemmungsflächen stehen.

## Lebensweise
Schwarzscharben fressen überwiegend Fisch und bevorzugen dabei Stinten, Barsche und Karpfen. Daneben fressen sie auch Krustentiere, die im Süßwasser leben. Fisch wird überwiegend tauchend erjagt, Schwarzscharben nutzen dabei bevorzugt Gewässer von einem bis zwei Meter Tiefe. Fisch wird gewöhnlich mit der Schnabelspitze aufgespießt, Schwarzscharben zielen dabei auf einen Punkt hinter den Kiemen. Schwarzscharben fressen den gefangenen Fisch erst nach dem Auftauchen. dabei wird der Fisch mit dem Kopf zuerst verschluckt. Typisch für Schwarzscharben ist eine Gemeinschaftsjagd, dabei können gemeinschaftlich jagende Trupps zwischen 16 und 1.150 Individuen umfassen. Bei der Gemeinschaftsjagd fangen sie auch Fische, die vor den Verfolgern aus dem Wasser fischen. Gemeinschaftlich jagende Trupps bewegen sich gewöhnlich langsam fort, weiter hinten schwimmende Vögel fliegen regelmäßig auf und setzen sich an die Spitze des Trupps. Beobachtet wurde, dass nach dem Auffinden von Fischschwärmen die in vorderer Linie schwimmenden Schwarzscharben diese zunächst schwimmend umkreisen und mit dem Jagdbeginn warten, bis die übrigen Mitglieder eines gemeinschaftlich jagenden Trupps herangeschwommen sind. Schwarzscharben gelten gemeinhin als Sichtjäger, sie wurden jedoch auch schon dabei beobachtet, erfolgreich Fische in Gewässern mit einer Sichtweite von weniger als zehn Zentimeter zu erbeuten. Die Nahrungssuche findet ausschließlich am Tag statt.

## Fortpflanzung
Die Fortpflanzungsbiologie der Schwarzscharbe ist bislang nur oberflächlich untersucht. Generell brüten Schwarzscharben in Brutkolonien. Dabei sind sie häufig mit anderen Kormoranarten, Reihern, Löfflern und Ibissen vergesellschaftet. Einzelbrütende Paare kommen gelegentlich gleichfalls vor.
Die Fortpflanzungszeit ist bislang nicht eindeutig bestimmt. Im Norden Australiens brüten sie generell im Sommer bis Herbst, dagegen von Frühling bis Sommer im Süden Australiens. Bruten können aber auch ganzjährig vorkommen, wenn geeignete Gewässer sowie ausreichend Nahrung und Nistgelegenheiten zur Verfügung stehen. Das Nest wird gewöhnlich in Bäumen errichtet und kann sich bis zu 30 Meter über dem Erdboden oder der Wasseroberfläche befinden. Generell errichten sie ihre Nester bevorzugt an hoch gelegenen Stellen. Für die Nestgröße liegen keine ausreichenden Daten vor; ein untersuchtes Nest hatte einen Durchmesser von 30 Zentimeter und war zwischen 30 und 60 Zentimeter dick. Die Gelege umfassen generell vier Eier. Diese sind länglich oval, haben eine raue Oberfläche oder sind bläulich oder grünlich weiß. Die Brutzeit ist nicht bekannt. Die Jungen sind nach dem Schlupf zunächst nackt. Ältere Nestlinge haben ein schwarzes Daunengefieder, der Oberkopf ist am längsten ungefiedert. Die Iris ist braun. Es liegen keine Daten für die Dauer der Nestlingszeit, dem jeweiligen Anteil der Elternvögel an der Brutpflege oder die Entwicklung der Jungvögel vor. Bekannt ist nur, dass Nestlinge bei Bedrohung häufig ins Wasser springen, um dort Schutz zu suchen.
Krähen sowie die Keilschwanzmilane fressen häufig die Eier der Schwarzscharbe.

### Einzelbelege
1. ↑   Higgins, S. 830
2. ↑   Higgins, S. 831
3. ↑   Higgins, S. 832
4. ↑   Higgins, S. 831
5. ↑   Higgins, S. 833
6. ↑   Higgins, S. 833
7. ↑   Higgins, S. 833
8. ↑   Higgins, S. 835
9. ↑   Higgins, S. 836
10. ↑   Higgins, S. 836